# Can Comes (Pineda de Mar)
Can Comes és una masia a la vila de Pineda de Mar (el Maresme) protegida com a bé cultural d'interès local. De l'antiga masia només en resta l'aspecte exterior, perquè l'interior ha estat en gran manera reformat. És un edifici de planta baixa, dos pisos i golfes i la teulada és a dues vessants. Conserva, en molt bon estat, el portal rodó adovellat (19 dovelles). Igualment, conserva les finestres, característiques del seu temps, rectangulars amb la llinda recta i rodejades de motllura. A excepció de la finestra de damunt de la porta d'entrada, totes les finestres presenten balcó.
La Plaça Catalunya, on es troba la casa de Can Comes, és el centre de la població, amb edificacions dels segles xviii i xix, i la Casa de la vila, construïda on s'aixecava l'antic hostal. Actualment, la planta baixa ha estat adaptada com a bar, i el seu interior conserva ben poc la seva estructura original.
"Can Comas" de Pineda es convertirà finalment, en un equipament cultural "per a tothom".
"Pineda no sap quan inaugurarà el centre cultural, sis mesos després del termini previst"